# Rebeca Linares
Rebeca Linares (San Sebastián, 1983. június 13. –) spanyol pornószínésznő, a Penthouse magazin díjazottja. Születési neve Verónika Linares. San Sebastiánban, Baszkföldön született, de néhány évig élt Barcelónában is. A Rebecát azért választotta művésznévnek, mert az hangzásában "rövid és erőteljes", a Linares a valódi vezetékneve.

## Élete
Linares 2005-ben kezdett el Spanyolországban pornófilmekben szerepelni, amiben nagy szerepe volt legjobb barátjának, Nacho Vidalnak, aki szintén a pornográf iparágban szerepelt, mint színész. Az alacsony spanyol bérek és kevés munkalehetőség miatt Európa más részein, így Berlinben és Franciaországban kezdett forgatni. 2006 márciusában Los Angelesbe költözött. Linares erről azt nyilatkozta: "Szerettem volna egy helyben maradni, letelepedni, nem napról napra élni és dolgozni, ezenkívül itt van az egész showbusiness."
2008-ban fotóriportot készített a Maxim magazin felkérésére. 2009-ben a Canal + spanyol televíziós csatorna dokumentálta amerikai életét és karrierjét Gyere Las Vegasba, Baby címmel. 2010 januárjában Linares elnyerte az AVN-díjat Tori Blackkel és Mark Ashleyvel megosztva a Tori Black elég piszkos című film gruppenjelenetéért.

## Díjak
- 2007 Barcelonai Nemzetközi Erotikus Filmfesztivál – Legjobb mellékszereplő[12][13][14]
- 2010 AVN-díj – Legjobb gruppenjelenet[11]